# Krzysztof Kieślowski
Krzysztof Kieślowski (pronunciado /ˈkʂɨʂtɔf kʲɛˈɕlɔfskʲi/ (escucharⓘ) Varsovia, 27 de junio de 1941-Varsovia, 13 de marzo de 1996) fue un director y guionista de cine polaco.

## Biografía

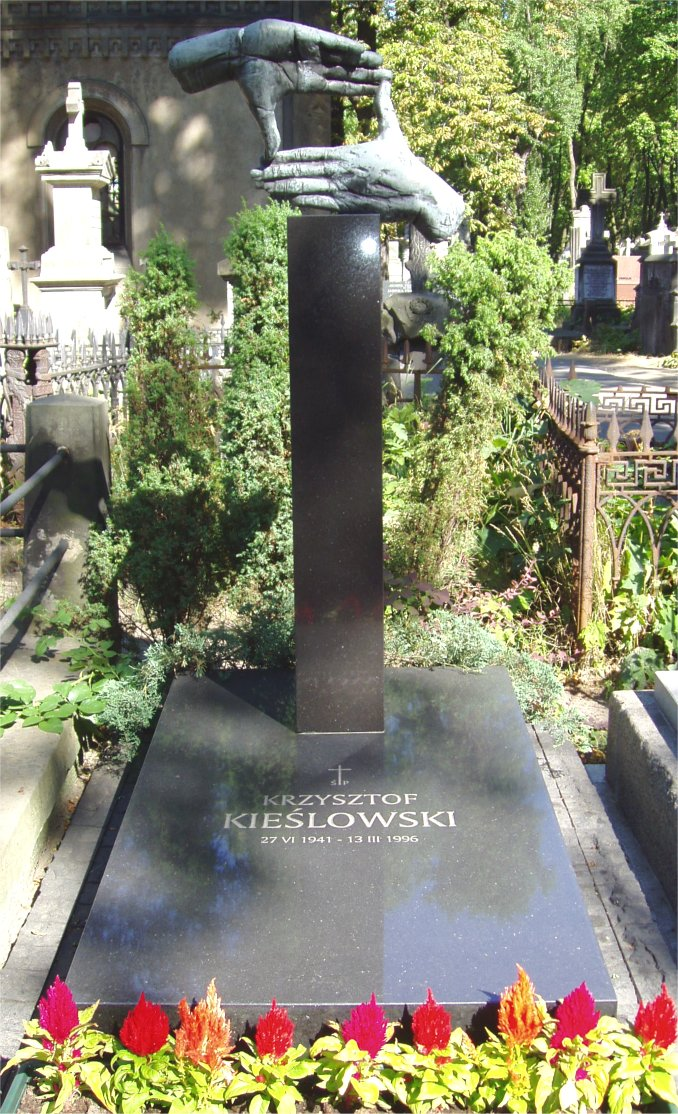
Tumba de Kieślowski en el Cementerio Powązki

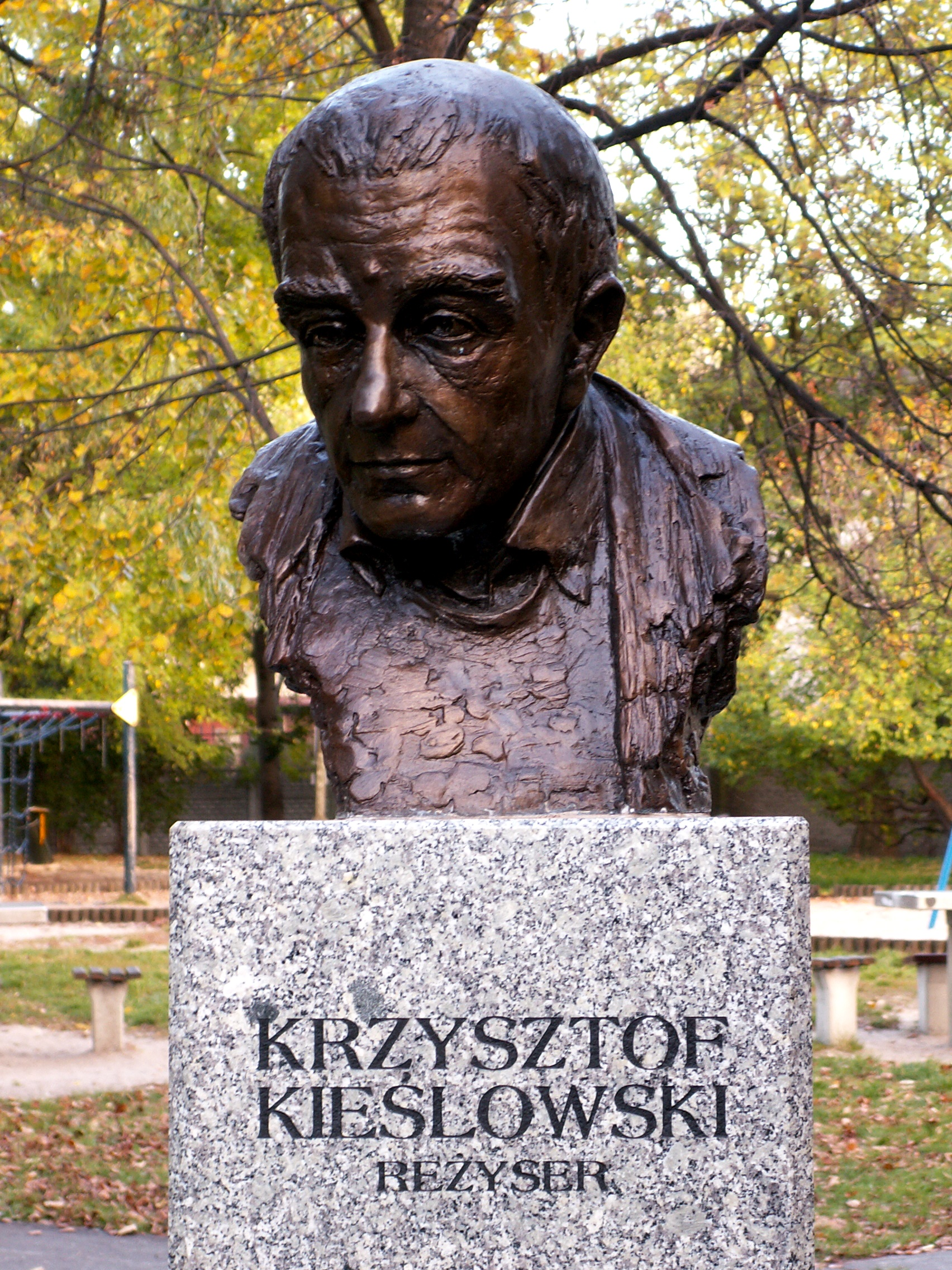
Busto de Krzysztof Kieślowski en el paseo de las Glorias (Aleja Sław) en Kielce

Se crio en el seno de una familia de clase modesta. Poco después de finalizar el primer ciclo de estudios, ingresó en la escuela de bomberos, pero algunos meses más tarde la abandonó con la intención de volver a estudiar. En 1957 se inscribió en la Escuela de Cine y Teatro de Łódź. Su primera producción cinematográfica estuvo centrada en la vida de los trabajadores y los soldados de su Polonia natal.
A fines de los años 1980, realizó para la televisión una de sus obras más importantes: Decálogo. Esta es una obra basada en la estructura de los Diez Mandamientos con la que Kieślowski tomó la religión para hablar del ser humano y de sus contradicciones morales. Cada capítulo tiene una duración aproximada de una hora.
Tras su paso por la televisión polaca, a principio de los años 1990 comenzó a trabajar en Francia, donde realizó su más importante trabajo, la trilogía Tres colores, dedicada a la bandera francesa. Tras esto, decidió retirarse del cine aunque comenzó a escribir el guion de La Divina Comedia de Dante, mediante una trilogía titulada Paraíso, Purgatorio e Infierno, para llevarlo a la pantalla. Sin embargo, en 1996, sin concluir este guion, murió de un ataque cardíaco en su ciudad natal.

## Filmografía seleccionada
| Año  | Título                       | Título original         |
| 1977 | La cicatriz                  | Blizna                  |
| 1979 | El aficionado                | Amator                  |
| 1985 | Sin final                    | Bez końca               |
| 1987 | El azar                      | Przypadek               |
| 1988 | No matarás                   | Krótki film o zabijaniu |
| 1988 | No amarás                    | Krótki film o miłości   |
| 1991 | La doble vida de Verónica    | Podwójne życie Weroniki |
| 1993 | Bleu / Tres colores: Azul    | Trzy kolory. Niebieski  |
| 1994 | Blanc / Tres colores: Blanco | Trzy kolory. Biały      |
| 1994 | Rouge / Tres colores: Rojo   | Trzy kolory. Czerwony   |

## Premios y distinciones
Premios Óscar
| Año  | Categoría            | Película              | Resultado |
| ---- | -------------------- | --------------------- | --------- |
| 1995 | Mejor Director       | Trois couleurs: Rouge | Nominado  |
| 1995 | Mejor guion original | Trois couleurs: Rouge | Nominado  |

Festival Internacional de Cine de Cannes
| Año  | Categoría                   | Película                  | Resultado |
| ---- | --------------------------- | ------------------------- | --------- |
| 1988 | Premio del Jurado           | No matarás                | Ganador   |
| 1988 | Premio de la Crítica        | No matarás                | Ganador   |
| 1991 | Premio de la Crítica        | La doble vida de Verónica | Ganador   |
| 1991 | Premio del Jurado Ecuménico | La doble vida de Verónica | Ganador   |

Festival Internacional de Cine de Venecia
| Año  | Categoría           | Película           | Resultado |
| ---- | ------------------- | ------------------ | --------- |
| 1989 | Premio FIPRESCI     | Dekalog            | Ganador   |
| 1989 | Premio Niños y Cine | Dekalog            | Ganador   |
| 1993 | León de Oro         | Tres colores: Azul | Ganador   |

Festival Internacional de Cine de San Sebastián
| Año  | Categoría                  | Película  | Resultado |
| ---- | -------------------------- | --------- | --------- |
| 1988 | Premio Especial del Jurado | No amarás | Ganador   |
| 1988 | Premio FIPRESCI            | No amarás | Ganador   |
| 1988 | Premio OCIC                | No amarás | Ganador   |